# Râu de Mori
Râu de Mori è un comune della Romania di 3 264 abitanti, ubicato nel distretto di Hunedoara, nella regione storica della Transilvania.
Il comune è formato dall'unione di 11 villaggi: Brazi, Clopotiva, Ohaba-Sibișel, Ostrov, Ostrovel, Ostrovu Mic, Râu de Mori, Sibișel, Suseni, Unciuc, Valea Dâljii.